# Euphorbia angustiflora
Euphorbia angustiflora är en törelväxtart som beskrevs av Ferdinand Albin Pax. Euphorbia angustiflora ingår i släktet törlar, och familjen törelväxter. Inga underarter finns listade i Catalogue of Life.